# Дервіо
Дервіо (італ. Dervio) — муніципалітет в Італії, у регіоні Ломбардія, провінція Лекко.
Дервіо розташоване на відстані близько 540 км на північний захід від Рима, 70 км на північ від Мілана, 28 км на північ від Лекко.
Населення — 2679 осіб (2014).
Щорічний фестиваль відбувається 29 червня. Покровитель — святий Петро.

## Демографія
Населення за роками:

Станом на 1 січня 2023 року в муніципалітеті офіційно проживав 201 іноземець з 32 країн, серед них 21 громадянин країн Євросоюзу та 25 громадян України.

## Сусідні муніципалітети
- Беллано
- Кремія
- Доріо
- Інтроццо
- П'янелло-дель-Ларіо
- Сан-Сіро
- Суельйо
- Тременіко
- Вендроньо
- Вестрено